# 司馬子如
司馬 子如（しば しじょ、489年 - 553年）は、中国の北魏末から北斉にかけての軍人・政治家。字は遵業。本貫は河内郡温県。

## 経歴
晋（西晋）の宗室の南陽王司馬模の子孫とされる。代々雲中郡に住んだ。父の司馬興龍は北魏の魯陽郡太守となった。子如は若くして豪傑と交友することを好み、高歓と友誼を結んだ。はじめ懐朔鎮省事・雲中司馬をつとめた。孝昌年間、六鎮の乱のために北方の州が陥落すると、子如は一家を引き連れて肆州に避難し、爾朱栄の礼遇を受け、仮の中堅将軍に任じられた。武泰元年（528年）、爾朱栄が洛陽に向かうと、子如はその下で司馬となり、持節・仮平南将軍となり、前軍を監督した。高都にいたって、爾朱栄は建興郡が険阻で往来の要所であるとみて、後顧の憂いをなくすため、子如に建興郡太守・郡都督を代行させた。永安元年（同年）、子如は平遥県子に封じられ、大行台郎中となった。子如は能弁であることから、たびたび爾朱栄の使者として宮中を訪れ、孝荘帝と面会した。葛栄の乱のため、相州が孤立すると、爾朱栄は子如を派遣して間道から鄴に入らせ、防備の援軍とさせた。葛栄の乱が平定されると、子如の爵位は侯に進んだ。永安2年（529年）、元顥が洛陽に入ると、鄴に駐屯したまま行相州事をつとめた。元顥が平定されると、洛陽に召還されて金紫光禄大夫となった。
永安3年（530年）、爾朱栄が殺害されると、子如は宮中から出て、爾朱栄の邸に向かい、爾朱栄の妻子や爾朱世隆らを連れて洛陽から脱出した。爾朱世隆は晋陽に帰ろうとしたが、子如がこれを引き止めて河橋を占拠させ、世隆を洛陽に迫らせた。長広王元曄が即位すると、子如は尚書右僕射を兼ねた。普泰元年（531年）、前廃帝により侍中・驃騎大将軍・儀同三司の位と陽平郡公の爵位を呈示されたが、固辞して受けなかった。高歓が信都で起兵すると、爾朱世隆らは子如が高歓と旧交あるのを疑って、南岐州刺史として出向させた。永熙2年（533年）、子如は儀同三司の位を受けた。
永熙3年（534年）、高歓が洛陽に入ると、ほどなく子如は洛陽に入り、大行台尚書となって、軍事と国事に参与した。天平元年（同年）、東魏が建国されると、子如は尚書左僕射に任じられ、高岳・孫騰・高隆之らとともに朝政に参加した。高歓が晋陽に駐屯すると、子如は折に触れて面会に赴き、食事の相伴に与って、朝から晩まで語り合い、高歓と婁昭君から手土産を貰って帰るのが常であった。
興和元年（539年）、子如は山東黜陟大使となり、まもなく東北道大行台に転じて、諸州を巡検した。子如は高歓の旧恩をたのみに、感情に任せた処断をおこない、公然と賄賂を受け取って恥じなかった。定州に入ると深沢県令を斬り、冀州に入ると東光県令を斬るなど、過失や遺漏があると極刑を下したため、官民は震え上がった。武定2年（544年）、尚書令に転じた。ときに高澄が輔政の任にあり、子如のことを嫌っていたため、御史中尉の崔暹に収賄の罪を弾劾させた。子如は罪科を免れたが、官爵を剥奪された。ほどなく行冀州事として再起した。子如は態度を改めて、不正官吏の摘発に力を振るった。行并州事に転じ、もとの官爵に戻され、野王県男の別封を受けた。武定7年（549年）、高澄が死去すると、子如は崔暹や崔季舒を処断するよう高洋に勧めた。
天保元年（550年）5月、北斉が建国されると、子如は翼賛の功により、須昌県公の別封を受けた。6月、司空に任じられた。天保2年（551年）3月、馬に乗ったまま関を越えた罪を奏上されて、免官された。6月、太尉に任じられた。天保3年12月25日（553年1月24日）、鄴都の中壇里の邸で死去した。享年は64。使持節・都督冀定瀛滄懐五州諸軍事・太師・太尉・懐州刺史の位を追贈された。諡を文明といった。
子の司馬消難が後を嗣いだ。

## 伝記資料
- 『北斉書』巻18 列伝第10
- 『北史』巻54 列伝第42
- 司馬遵業墓誌